# Metacyrba
Genre
Synonymes
- Parkella Chickering, 1946

Metacyrba est un genre d'araignées aranéomorphes de la famille des Salticidae.

## Distribution
Les espèces de ce genre se rencontrent en Amérique du Nord, en Amérique centrale, dans Nord de l'Amérique du Sud et aux Antilles.

## Liste des espèces
Selon World Spider Catalog (version 18.0, 11/07/2017) :
- Metacyrba alberti Cala-Riquelme, 2017
- Metacyrba floridana Gertsch, 1934
- Metacyrba insularis (Banks, 1902)
- Metacyrba pictipes Banks, 1903
- Metacyrba punctata (Peckham & Peckham, 1894)
- Metacyrba taeniola (Hentz, 1846)
- Metacyrba venusta (Chickering, 1946)

## Publication originale
- F. O. Pickard-Cambridge, 1901 : Arachnida - Araneida and Opiliones. Biologia Centrali-Americana, Zoology. London, vol. 2, p. 193-312 (texte intégral).